# Tosca e altre due
Tosca e altre due è un film italiano del 2003, diretto da Giorgio Ferrara.

## Trama
Una storia di lussuria, gelosia e vendetta assume un tono più leggero e maliziosamente comico, mentre i due personaggi femminili sussidiari (la moralista portinaia di casa e una "attrice mondana") discutono candidamente degli avvenimenti melodrammatici intorno a loro. Tosca deve salvare dall'esecuzione il suo amante infedele consegnandosi al brutale capo della polizia.